# Variação com o inverso do quadrado

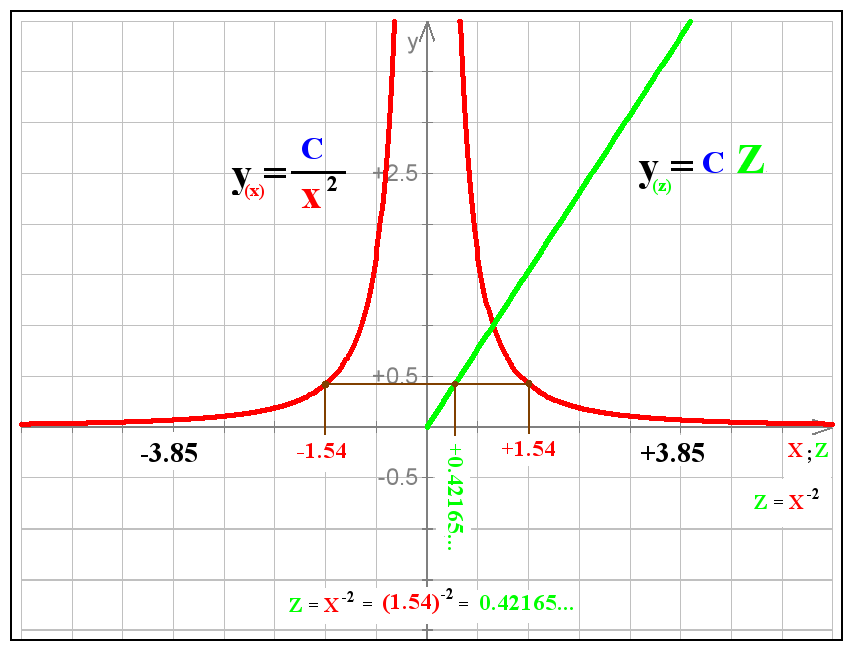
Mediante uma mudança de variável, o gráfico de transforma-se em uma (semi)reta Y=Z. Em vermelho os valores de X.

Diz-se que duas grandezas estão relacionadas por uma variação com o inverso do quadrado quando dobrando-se uma delas a outra tem o seu valor diminuído a um quarto (1/2²) de seu valor inicial; triplicando-se o valor da primeira, o valor da segunda fica reduzido a um nono (1/3² vezes), e assim por diante. De forma geral, multiplicando-se uma das grandezas por um certo fator real r, a outra terá seu valor dividido pelo fator r², ou seja, pelo quadrado de r.
Matematicamente, se Y varia com o inverso do quadrado de X, tem-se deforma geral que:
{\displaystyle Y={\frac {C}{x^{2}}}}
em que C representa uma constante qualquer.
Também usa-se a expressão: "Y é diretamente proporcional ao inverso do quadrado de X". 
{\displaystyle Y\propto {\frac {1}{x^{2}}}}
Tal expressão justifica-se pois, embora o gráfico de Y x X seja representado por uma curva crescente no segundo quadrante e decrescente no primeiro quadrante, este pode ser linearizado mediante a substituição da variável independente - inicialmente X - por uma terceira grandeza Z definida como "o inverso do quadrado de X": {\displaystyle Z=1/x^{2}}. Nestes termos Y passa a ser função de Z e não de X, e vê-se que o gráfico Y x Z representa, com X no domínio dos reais não nulos, o que implica Z no conjunto dos reais não nulos positivos, uma semi-reta que alinha-se com a origem. Decorre que neste domínio Y é diretamente proporcional a Z.
{\displaystyle Y\propto Z}
Traduzindo-se, verifica-se agora que dobrando-se o valor de Z, o valor de Y também dobra. Triplicando-se o valor de Z, o valor de Y triplica; quadruplicando-se o valor de Z, Y fica multiplicado por 4,  e assim por diante. 
Se Y é diretamente proporcional a Z, tem-se que Y é diretamente proporcional ao "inverso do quadrado de X".
{\displaystyle Y\propto Z\iff Y\propto {\frac {1}{x^{2}}}}
em que o símbolo {\displaystyle \propto } significa: "é diretamente proporcional a".
O sinal de diretamente porporcional pode sempre ser trocado por um sinal de igual e uma constante adequada, o que nos remete à expressão geral antes citada:
{\displaystyle Y={\frac {C}{x^{2}}}}

## Ocorrência na natureza
Dependências com o inverso do quadrado ocorrem nas teorias da física como a gravidade, a eletricidade e o magnetismo; nas leis de gravitação universal, de Coulomb e de Biot-Sarvart, respectivamente. Nelas, não só os valores de Z como também os valores de X encontrar-se-ão restritos ao domínio dos reais não nulos positivos. Tal fato decorre de que a grandeza que "X" representa nestes contextos a separação espacial entre dois entes ou pontos específicos, ou seja, a separação espacial que figura na "variação com o inverso do quadrado da distância". Tal grandeza, às vezes representada por "d" ou "r" no contexto, é por definição positiva, e não há sentido em atribuir-lhe valores negativos.